# Plagiochila pectinata
Plagiochila pectinata là một loài rêu tản trong họ Plagiochilaceae. Loài này được Willd. ex Lindenb. miêu tả khoa học lần đầu tiên năm 1839.